# Recilia dolabra
Recilia dolabra là loài bọ thuộc họ Cicadellidae tìm thấy ở Liberia và Congo.